# Juncus uniflorus
Juncus uniflorus är en tågväxtart som beskrevs av William Wright Smith. Juncus uniflorus ingår i släktet tåg, och familjen tågväxter. Inga underarter finns listade i Catalogue of Life.